# Let's Enjoy English
『Let's Enjoy English』（レッツ・エンジョイ・イングリッシュ）は、NHK教育テレビジョンで1972年4月10日から1982年3月16日まで放送されていた中学校2年生向けの学校放送（教科：英語）である。

## 放送時間
いずれも日本標準時、別の時間帯での再放送あり。
| 期間                          | 放送時間                                                 |
| ----------------------------- | -------------------------------------------------------- |
| 1972年4月10日 - 1980年3月17日 | 月曜日 11:00 - 11:20                                     |
| 1980年4月8日 - 1982年3月16日  | 火曜日 12:00 - 12:20 1980年3月18日までは再放送枠だった。 |

## 出演者
| 年度     | 出演者               | 出演者                   |
| -------- | -------------------- | ------------------------ |
| 1972年度 | トム・キロー         |                          |
| 1973年度 | マイケル・ウォーマン |                          |
| 1974年度 | マイケル・ウォーマン |                          |
| 1975年度 | リチャード・レイニン | 長谷川コッペ 川口英樹    |
| 1976年度 | ピーター・マッキャグ | 八亀秀司                 |
| 1977年度 | ピーター・マッキャグ | 竹中順子                 |
| 1978年度 | ピーター・マッキャグ | 竹中順子                 |
| 1979年度 | ピーター・マッキャグ | 竹中順子                 |
| 1980年度 | 大内博               | ジョン・アームストロング |
| 1981年度 | 大内博               | ジョン・アームストロング |